# Werner Rittberger
Werner Rittberger, (né le 14 juillet 1891 à Berlin - mort le 12 août 1975 à Krefeld en Rhénanie-du-Nord-Westphalie), est un patineur artistique allemand qui a concouru pour l'Empire allemand puis la République de Weimar.
En 1910, il inventa un saut qui porte désormais son nom, le Rittberger, ou communément appelé le « boucle ».

## Biographie

### Carrière sportive

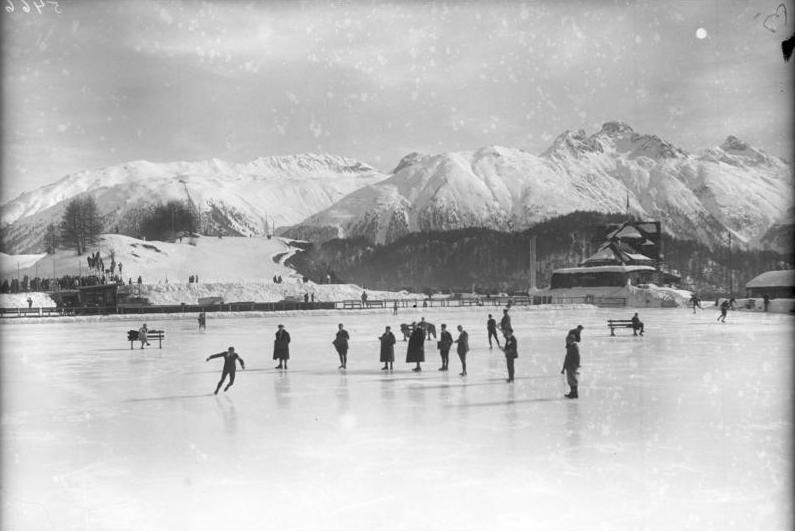
Werner Rittberger réalisant ses figures imposées lors de sa dernière compétition sportive aux Jeux olympiques de 1928.

Entre 1910 et 1928, il a remporté 11 fois le titre national allemand, ce qui constitue encore actuellement un record absolu. Avant la Première Guerre mondiale, il a été trois fois vice-champion du monde (de 1910 à 1912), derrière le suédois Ulrich Salchow ou l'autrichien Fritz Kachler. Il gagne également quatre médailles aux championnats d'Europe dont deux fois la médaille d'argent, en 1910 à Berlin et quinze ans plus tard en 1925 à Triberg en Forêt-Noire.
Il ne participe ni aux Jeux olympiques d'été de 1920 à Anvers (où le patinage artistique est au programme), ni aux Jeux olympiques d'hiver de 1924 à Chamonix. Il faut attendre 1928 pour qu'il participe pour la première fois aux Jeux olympiques d'hiver à Saint-Moritz. Mais il ne termine pas la compétition et doit abandonner. Ce sera sa dernière compétition, puisqu'il arrête le patinage amateur cette même année.

### Reconversion
Après la Seconde Guerre mondiale, il devient entraîneur de patinage artistique à Krefeld, au nord-ouest de Düsseldorf, en Rhénanie-du-Nord-Westphalie où il meurt en 1975 à l'âge de 84 ans.

### LeRittberger
En 1910, il invente un saut qui porte désormais son nom dans les pays anglophones, le Rittberger, communément appelé « boucle » dans les pays francophones. Le saut prend appel sur la carre extérieure arrière, pour atterrir sur le même pied sur une carre extérieure arrière. Aujourd'hui ce saut se fait en triple rotation dans les compétitions internationales.
En patinage artistique il existe cinq autres sauts: l'Axel, le Salchow, le Boucle piqué, le Flip, et le Lutz.

## Palmarès
| Compétition | 1910 | 1911 | 1912 | 1913 | 1914 | 1915 | 1916 | 1917 | 1918 | 1919 | 1920 | 1921 | 1922 | 1923 | 1924 | 1925 | 1926 | 1927 | 1928 |
| Jeux olympiques |      |      | X    |      |      |      | JA   |      |      |      | JI   |      |      |      | JI   |      |      |      | A    |
| Championnats du monde | 2e   | 2e   | 2e   | 7e   |      | CA   | CA   | CA   | CA   | CA   | CA   | CA   |      |      |      |      | 4e   |      |      |
| Championnats d’Europe | 2e   | 3e   |      |      |      | CA   | CA   | CA   | CA   | CA   | CA   | CA   | 4e   |      | 3e   | 2e   |      |      |      |
| Championnats d'Allemagne | CA   | 1er  | 1er  | 1er  | F    | CA   | CA   | CA   | CA   | CA   | 1er  | 1er  | 1er  | 1er  | 1er  | 1er  | 1er  | 2e   | 1er  |
| Légende : F= Forfait ; A = Abandon ; X = Pas de patinage artistique aux jeux olympiques d'été de 1912 ; JA = Jeux olympiques d'été annulés ; JI = Jeux olympiques interdits aux athlètes allemands ; CA = Championnats annulés |      |      |      |      |      |      |      |      |      |      |      |      |      |      |      |      |      |      |      |